# Pseudopercis semifasciata
Pseudopercis semifasciata és una espècie de peix de la família dels pingüipèdids i de l'ordre dels perciformes.

## Descripció
Fa 100 cm de llargària màxima (encara que la més comuna és de 48,6) i 10 kg de pes. Cos alt, robust, de contorn arrodonit, recobert d'escates ctenoides, de color marró clar amb diverses franges verticals i horitzontals compostes de taques de color marró fosc, una filera de taques marrons fosques al centre de la membrana de l'aleta dorsal i una taca negra a la base del lòbul superior de l'aleta caudal. 4-5 espines i 24-27 radis tous a l'aleta dorsal i 1 espina i 22-24 radis tous a l'anal. Les bases de les aletes pectorals i caudal presenten escates més petites que les de la resta del cos. Peduncle caudal alt i curt. Cap nu i amb la boca gran, terminal, gairebé obliqua i amb el llavi superior mitjanament gros, la qual s'estén fins a la vertical que passa per la vora anterior dels ulls. Ulls de mida mitjana i situats dorsalment. Narius petits i situats a prop dels ulls. Línia lateral de recorregut recte des de l'angle superior de l'opercle fins a l'aleta caudal. A igual edat, els mascles arriben a una grandària i un pes més grans que les femelles.

## Reproducció
És ovípar, de baixa fecunditat i es reprodueix durant els mesos de novembre i desembre. Les femelles assoleixen la maduresa sexual en arribar als 37 cm de longitud.

## Alimentació
Es nodreix de peixos, cefalòpodes (calamars), crustacis (crancs i llamàntols), organismes bentònics i plantes, i el seu nivell tròfic és de 3,88.

## Hàbitat i distribució geogràfica
És un peix marí, demersal (fins als 100 m de fondària), no migratori i de clima subtropical (23°S-48°S, 68°W-41°W), el qual viu a l'Atlàntic sud-occidental: els substrats rocallosos i sorrencs de les aigües costaneres des de l'estat de São Paulo (el Brasil) fins al golf San Jorge (l'Argentina), incloent-hi l'Uruguai.

## Confusió amb altres espècies
Els joves (fins als 40 cm de talla) poden ésser confosos amb Pinguipes brasilianus per la forma general del cos i les bandes fosques verticals al tronc, però aquest darrer té el musell més llarg i el perfil dorsal del cap no tan convex com P. semifasciata.

## Observacions
És inofensiu per als humans i la longevitat de les femelles és de 30 anys, mentre que els mascles no excedeixen dels 25.